# A Bathing Ape
A Bathing Ape (of Bape) is een Japans kledingbedrijf opgericht door Nigo in 1993. Het bedrijf is gespecialiseerd in street-wear en zijn collectie wordt verkocht door verschillende winkels in Japan, zoals: Bape, Bape Store, Foot Soldier en de Bape Exclusive Stores (gelegen in Aoyama, Tokio). Het bedrijf heeft ook Bape Cuts-kapsalon, Bape-café en galerie Bape Sounds records. Er zijn ook winkels in Hongkong, Londen, New York, Taipei, Los Angeles en Singapore. Nigo startte ook verschillende vrouwenlijnen, als Apee, en Bapy and couture.

## Geschiedenis
Nigo, oprichter en eigenaar, zegt dat zijn ouders een belangrijke invloed op de ontwikkeling van zijn karakter hebben uitgeoefend. Hij geeft dj/Head Porter-ontwerper Hiroshi Fujiwara credits als zijn businessmodel. Zijn bijnaam betekent letterlijk 'tweede versie' in het Japans, de MD van Astoarobot, de modezaak, bedacht de bijnaam toen hij de fysieke gelijkenis met Fujiwara opmerkte. Nigo beweert dat hij veel inspiratie uit bekende artiesten als Elvis en de Beatles haalt.
Na zijn studie modebewerking op de universiteit werkte hij een tijd lang als redacteur en een stylist bij Popeye Magazine. Nadat hij vier miljoen yen leende van een kennis, die hem ook gebruik liet maken van zijn pand, opende hij op 1 april 1993 zijn eerste winkel, die hij Nowhere noemde. Deze was gevestigd in Harajuku, Tokio. Niet lang hierna besloot hij zijn eigen merk te beginnen, dat hij vernoemde naar de film Planet of the Apes. Volgens Nigo is de naam "BAPE" een afkorting van "A Bathing Ape In Lukewarm Water". Om het merk te promoten gaf Nigo Cornelius T-shirts die hij droeg tijdens zijn optredens. Twee jaar lang produceerde hij 30 tot 50 shirts per week, waarvan hij de ene helft verkocht en de andere helft aan vrienden gaf. In 1997 bracht Nigo zijn debuutalbum uit, genaamd Ape Sounds onder het label Mo'Wax, met dj/producer James Lavelle van Unkle. In januari 2005 lanceerde Nigo de eerste "Bathing Ape" winkel in New York. Nigo is ook mede-eigenaar en hoofdontwerper van Pharrell Williams' kledingmerken Billionaire Boys Club en Ice Cream.

## Design
A Bathing Ape-kleding staat over de hele wereld bekend om zijn flitsende ontwerpen, originele kunstwerken en het gebruik van dure materialen. Bape samenwerkingen zijn beperkt en bevatten gedenkwaardige personages uit de populaire media, zoals SpongeBob-, Marvel Comics-karakters, Nintendo, DC Comics, Hello Kitty en The Sanrio Family, evenals originele kunst, zoals apen, sterren, en verschillende soorten camouflage. Deze ontwerpen worden geplaatst op veel van BAPE's artikelen, ze zijn te zien op goodies, accessoires, hoodies, jassen, T-shirts en schoenen. A Bathing Ape heeft ook samengewerkt met verschillende andere bekende merken zoals Pepsi, M * A * C, Carhartt, Casio en met artiesten als UNKLE, Kid Cudi, KAWS en Gary Panter.

## Prijzen
Bape-producten zijn relatief duur. De prijzen van de producten kunnen oplopen van $20 tot over $1000. Sommige oudere producten van Bape, uit 2005 en eerder, kunnen worden gevonden op eBay voor $300 tot $1000 of meer, afhankelijk van het item en de zeldzaamheid.

## Locaties winkels
- Japan (18)
- Taipei
- Hongkong
- New York
- Los Angeles
- Parijs
- Singapore
- Shanghai
- Londen
- Amsterdam